# John Höjer

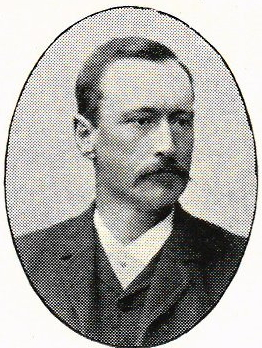

Johan (John) Adolf Höjer, född 23 oktober 1849 i Norrbärke församling, Dalarna, död 30 september 1908 i Maria Magdalena församling, Stockholm, var en svensk fyrtekniker. Han var helbror till Nils Höjer och halvbror till Magnus Höjer.
Höjer blev filosofie kandidat 1873 och civilingenjör 1876. Han blev fyringenjör i Lotsstyrelsen 1878 och var överingenjör där 1891–1908. Höjer, som studerade det franska fyrväsendet, var en framstående konstruktör, bland annat av agalysbojen. Han blev riddare av Vasaorden 1892 och av Nordstjärneorden 1904. Höjer är begraven på Galärvarvskyrkogården i Stockholm.